# Raróg (zwyczajny)
Raróg (zwyczajny) (Falco cherrug) – gatunek dużego ptaka drapieżnego z rodziny sokołowatych (Falconidae). Zagrożony wyginięciem.

## Występowanie
To gatunek południowy. Zamieszkuje tereny od południowo-wschodniej i środkowej Europy na wschód po Azję Środkową, południową Syberię i północne Chiny, ponadto Himalaje i Tybet. Lasy nad Dunajem w głębi Austrii są najbardziej na zachód wysuniętym miejscem lęgowisk, gdzie pojawia się w koloniach czapli lub kormoranów. Wędrowny (z wyjątkiem ptaków z południa zasięgu), zimuje na południu Europy oraz od Bliskiego Wschodu przez północne Indie po środkowe Chiny. Rzadko bywa też stwierdzany (na zimowiskach lub przelotach) w północnej Afryce, pasie Sahelu (na południe od Sahary) oraz we wschodniej Afryce – od Sudanu, Erytrei i Etiopii po Kenię i Tanzanię. W zachodniej części zimowisk współwystępuje z rarogiem górskim.
Do Polski regularnie zalatuje. W 1998 roku odnotowano jeden lęg na Opolszczyźnie, jednak w 2023 roku Komisja Faunistyczna uznała ten lęg za wysoce wątpliwy. W 2018 roku stwierdzono nieudaną próbę lęgu na kominie rafinerii w Płocku (złożone jaja były niezalężone). Do 2021 roku odnotowano 165 stwierdzeń, łącznie obserwowano 173 osobniki. Spotykano je o każdej porze roku. Co rok widuje się koczujące rarogi, prawie zawsze pojedynczo.

## Charakterystyka

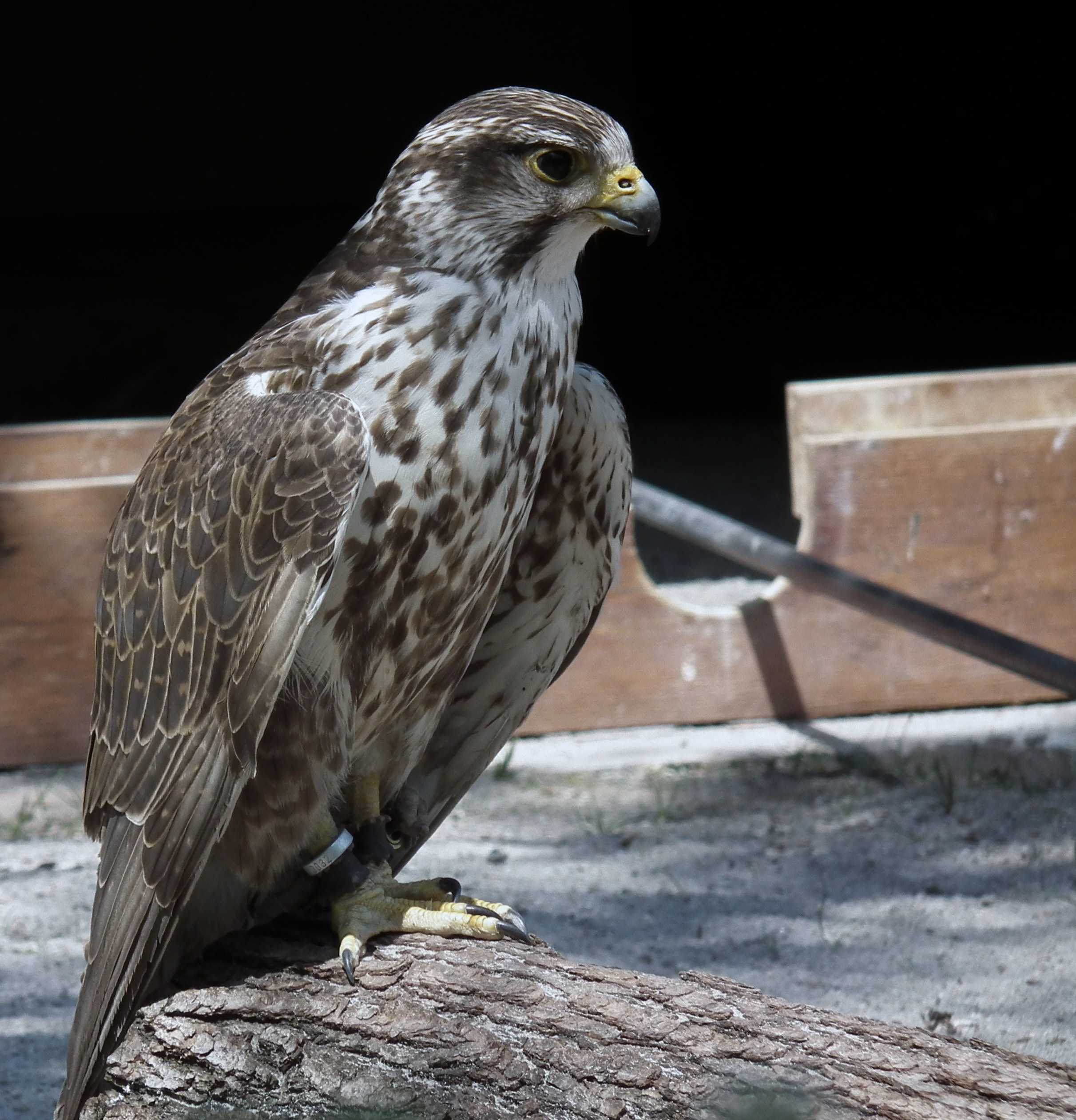
Sylwetka

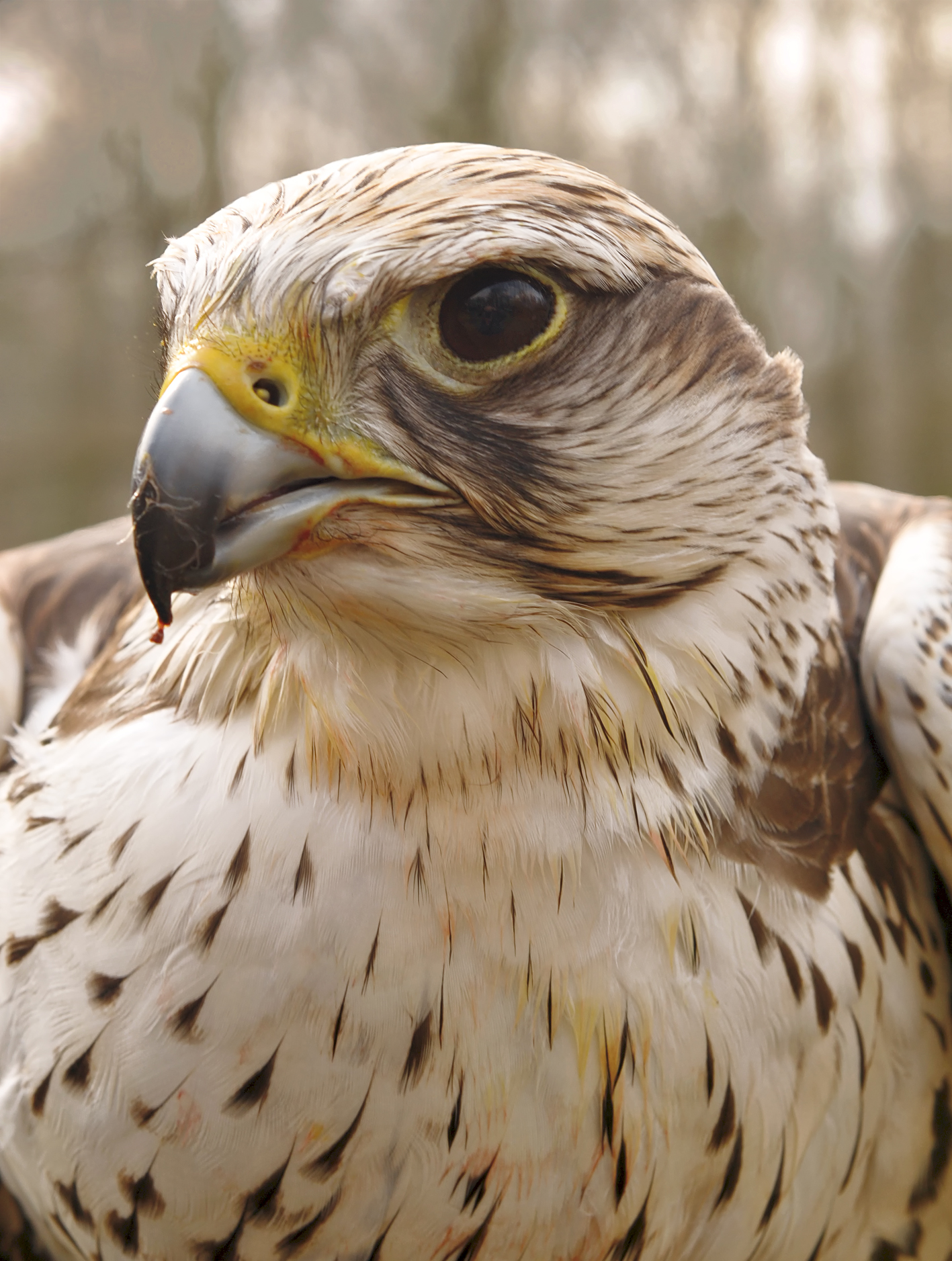
Obie płci raroga są identycznie ubarwione, różnią się głównie rozmiarem

### Cechy gatunku
Obie płci ubarwione jednakowo, ale samica większa od samca. Upierzenie na grzbiecie i skrzydłach szarobrązowe z płowordzawymi brzegami piór. Na ogonie brązowe, poprzeczne pręgi. Głowa biała z podłużnymi brunatnymi pasami, z wąskim słabo zaznaczonym „wąsem” i brwią oraz rdzawym nalotem. Spód ciała jasny, obficie podłużnie brązowo kreskowany. Pręgi te zlewają się na bokach brzucha. Oczy brązowe, dziób szary. Woskówka na dziobie i nogi starych ptaków żółte, u młodych do pierwszego roku życia szaroniebieskie.
Lot niezbyt szybki, często krąży na poziomo rozłożonych skrzydłach. Jest nieco większy od sokoła wędrownego (ma bardziej masywną sylwetkę i dłuższy ogon) i raroga górskiego (z którym można go pomylić), ale mniejszy od białozora. Poza okresem lęgowym żyje samotnie.

### Wymiary średnie[11]
długość ciała z dziobem i ogonemok. 45–59 cm
rozpiętość skrzydeł105–130 cm
długość ogona18,5–23,5 cm

### Masa ciała[11]
samiecok. 700–900 g
samicaok. 1000–1300 g

## Biotop
Rozległe równiny z kępami drzew, naturalne stepy, łąki i półpustynie, tereny skaliste i rolnicze. Występuje też na obszarach graniczących z wysokopiennymi lasami, często w pasmach wzgórz.
Pod względem występowania na danym terenie liczy się nie tyle biotop, co obecność na nim odpowiedniej ilości ptaków.

## Okres lęgowy

### Toki
Te same ptaki mogą przez więcej niż jeden sezon lęgowy tworzyć pary. Możliwe, że pozostają sobie wierne całe życie. W ciągu roku wyprowadzają jeden lęg.

### Gniazdo
Głównie na wysokim drzewie, a tam gdzie ich brakuje – pośród skał na nagich półkach lub na gołej ziemi. W przypadku gołych skał uparcie trzyma się wybranego stanowiska.

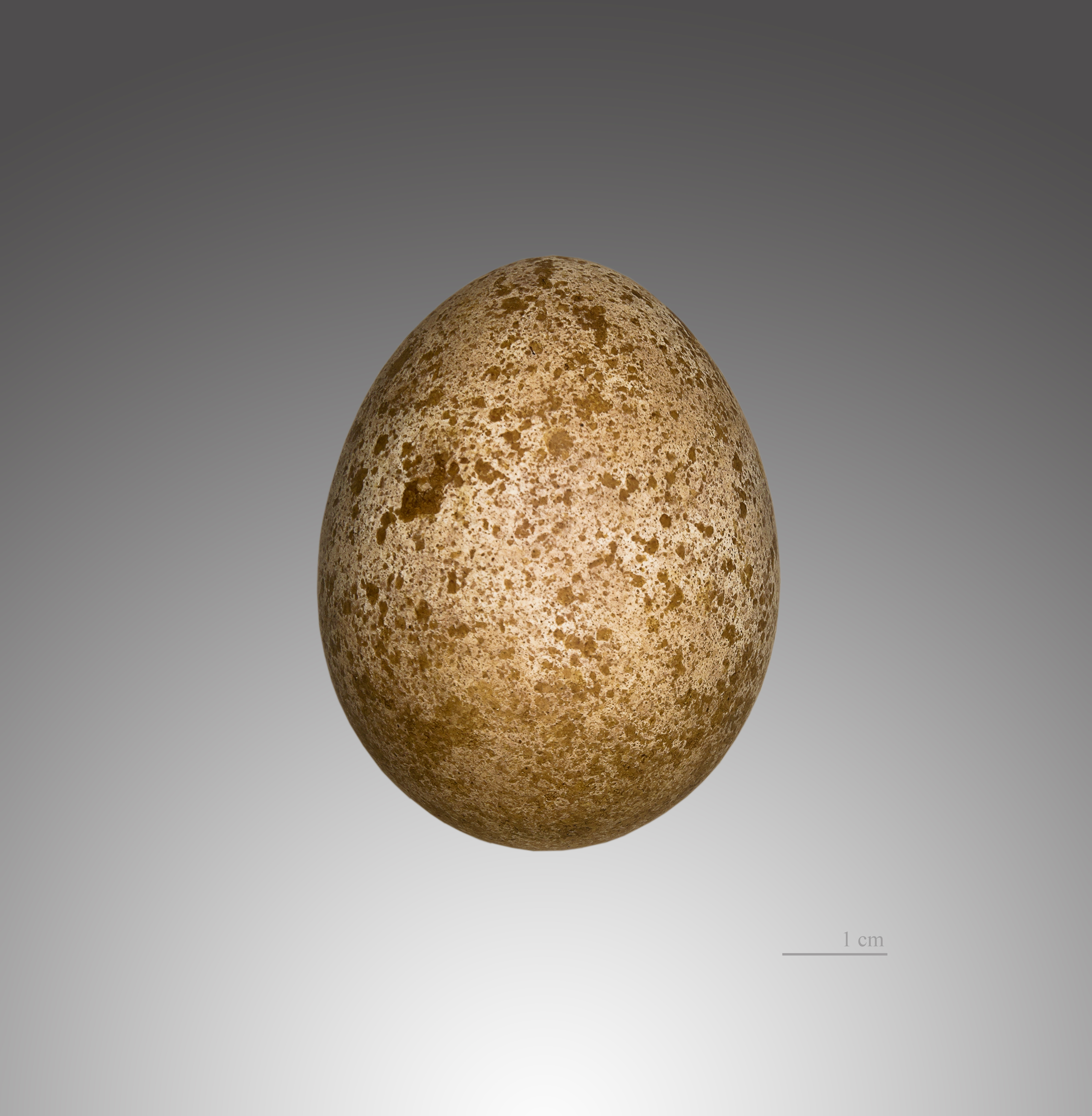
Jajo z kolekcji muzealnej

Podobnie jak inne sokoły nie mają w zwyczaju same budować własnych konstrukcji lęgowych. Zajmują przeważnie stare gniazda myszołowów, orłów, sępów, kruków, czapli siwej lub bociana białego. Jeśli są akurat już zajęte, z braku innych miejsc przepędza ich właścicieli. Potrafi odgonić nawet orła cesarskiego czy bielika. Co ciekawe ptakiem, który potrafi po przylocie wiosną odgonić raroga z zajętego lęgowiska, jest bocian. Lancetowaty dziób przybysza z Afryki jest zwykle skutecznym narzędziem do tego celu. Drapieżnik zwykle jednak zajmuje puste gniazda, które nie uległy zniszczeniu przez zimę. Może zasiedlać budki lęgowe.
Korzystną lokalizacją konstrukcji lęgowej są kolonie czapli i gawronów, gdyż zapewnia ona łatwy dostęp do pożywienia.

### Jaja
Przeważnie 3–4 beżowe jaja, składane na przełomie kwietnia i maja, obficie nakrapiane brązowymi plamami.

### Wysiadywanie, wychowywanie młodych
Jaja wysiadują oboje rodzice 28–30 dni. Młode, gniazdowniki, opuszczają gniazdo po 40–45 dniach. Pierwsze lęgi rarogi odbywają w wieku 2 lat.

## Pożywienie
Poluje głównie na gryzonie, zwłaszcza susły, i inne małe ssaki jak zające, króliki oraz na średniej wielkości ptaki – kuropatwy, cietrzewie, pardwy, kaczki, ale też dzikie gęsi i łabędzie. Chwyta też chrząszcze, żaby i jaszczurki.
To wszechstronny myśliwy. Może atakować ofiarę z niskiego lotu tuż nad ziemią. Ssaki łapie na ziemi. Potrafi wykorzystać w łowach lot nurkowy, efekt zaskoczenia lub powietrzny pościg.

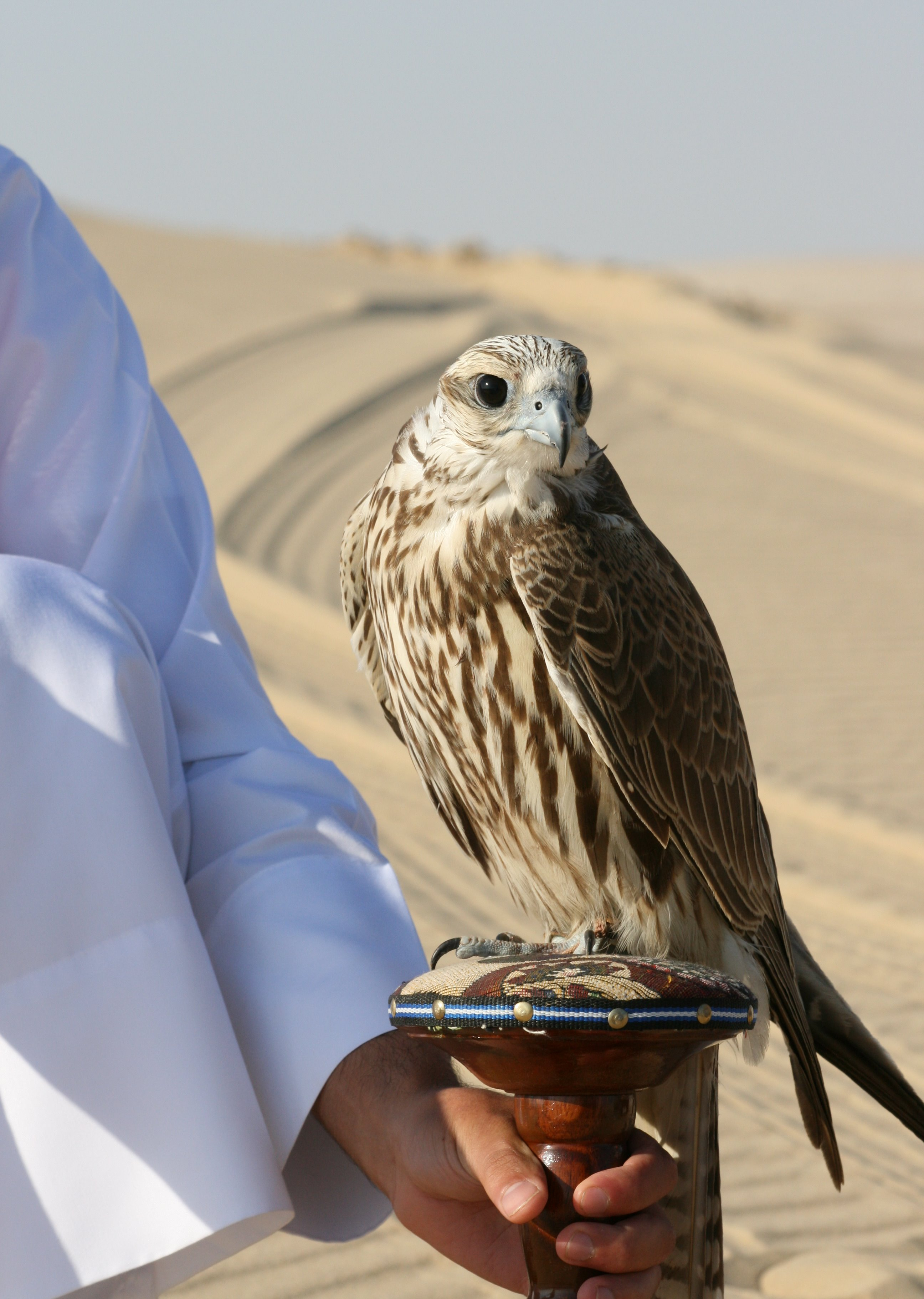
Oswojony raróg

## Znaczenie w sokolnictwie
Rarogi są wykorzystywane w sokolnictwie. Dawniej ceniono jego zalety myśliwskie równie jak białozora, a nawet bardziej, gdyż był bardziej wszechstronny i uderzał zarówno na ptactwo w locie, jak i większą od siebie zwierzynę naziemną. Rarogiem polowano przez cały rok poza okresem pierzenia się. Najprawdopodobniej jego polska nazwa wywodzi się od łacińskiego słowa: rarus – rzadki. W jego dawnych nazwach – raróg polak, sokół podolski, sokół polski – znaleźć można określenia mające bezpośredni związek z Polską.

## Zagrożenia i ochrona
Międzynarodowa Unia Ochrony Przyrody (IUCN) uznaje raroga za gatunek zagrożony wyginięciem (EN, Endangered). Powodem takiej oceny jest gwałtowny spadek światowej populacji, który w latach 1993–2012 oszacowano na blisko 50% (jedynie w Europie oraz prawdopodobnie w Mongolii obserwuje się obecnie przyrost liczebności gatunku). W 2014 roku całkowite światowe zasoby populacyjne raroga oceniono na 6100 do 14 900 par lęgowych (nie wliczając osobników młodocianych).

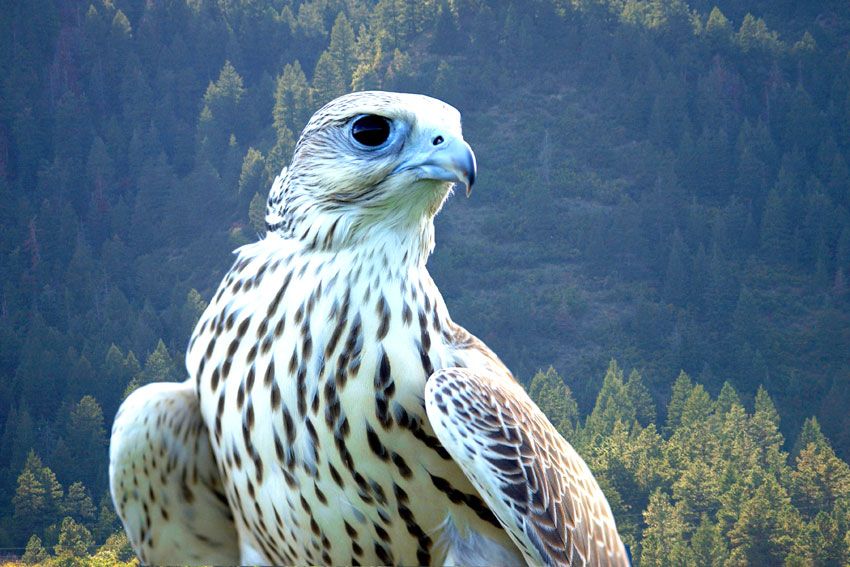
Biała krzyżówka raroga z białozorem

Do najważniejszych czynników zagrażających przetrwaniu gatunku zalicza się odławianie głównie młodych ptaków na potrzeby sokolnictwa (być może nawet 8400 osobników rocznie), degradację siedlisk oraz zanieczyszczenie środowiska środkami chemicznymi stosowanymi w rolnictwie. Dodatkowym zagrożeniem jest możliwość hybrydyzacji dziko żyjących ptaków z mieszańcowymi okazami zbiegłymi z hodowli.
W Polsce raróg jest objęty ścisłą ochroną gatunkową, dodatkowo obowiązuje zakaz fotografowania, filmowania lub obserwacji, mogących powodować płoszenie lub niepokojenie. Ewentualne miejsca rozrodu podlegają ochronie strefowej.

## Podgatunki
Międzynarodowy Komitet Ornitologiczny (IOC) wyróżnia cztery podgatunki F. cherrug:
- F. c. cherrug J.E. Gray, 1834 – środkowa Europa do południowo-środkowej Syberii i północnego Kazachstanu
- F. c. coatsi Dementiev, 1945 – środkowa Azja do południowej Syberii i północnych Chin
- F. c. hendersoni Hume, 1871 – zachodni, południowy Kazachstan i Uzbekistan
- F. c. milvipes Jerdon, 1871 – Himalaje do Tybetu